# Daniel Ducarme
Daniel Ducarme (Luik, 8 maart 1954 - Brussel, 28 augustus 2010) was een Belgisch politicus voor de PRL en vervolgens de MR.

## Levensloop
Daniel Ducarme behaalde het diploma van maatschappelijk assistent aan het Hoger Rijksinstituut voor Sociale studies in Brussel. Van 1970 tot 1976 was hij attaché bij de jeugddienst van het voorlichtingsbureau van de Commissie van de Europese Gemeenschappen voor België. In 1974 werd hij nationaal voorzitter van de Fédération belge des Etudiants Libéraux (FBEL), de Belgische federatie van liberale studenten.
Van 1976 tot 1977 was Ducarme adviseur van André Damseaux, toenmalig partijvoorzitter van de PLP en daarna de PRL. 
n 1979 stelde hij zich voor het eerst verkiesbaar voor het Europees Parlement, maar bleef slechts een plaatsvervangend kandidaat.  In 1981 maakte Ducarme eindelijk de sprong naar de nationale politiek en werd hij lid van de Kamer van Afgevaardigden en tegelijkertijd groepsleider in de Raad van de Franse Gemeenschap. Het jaar daarop werd Ducarme verkozen tot lid van de gemeenteraad van Thuin.
Van 1979 tot 1980 was Ducarme opnieuw adviseur van Damseaux, die toen in het Europees Parlement zetelde. In 1980 was hij tijdens de regering-Martens III adjunct-kabinetschef op het ministerie van Landbouw en Middenstand. Met Louis Michel (MR) schreef hij later in 1980 Le Défi Vert over de toestand van de landbouw in Wallonië, waarin de twee ijverden voor een volledige regionalisering van deze materie.
In november 1981 werd Daniel Ducarme op 27-jarige leeftijd voor het arrondissement Thuin verkozen in de Kamer van volksvertegenwoordigers. Door de toen bestaande dubbelmandaten kwam hij eveneens in de Waalse Gewestraad en de Raad van de Franse Gemeenschap terecht. In deze laatste assemblee werd hij begin 1982 fractievoorzitter voor zijn partij en was hij in april 1984 een van de ondertekenaars van het voorstel tot decreet om Brussel aan te duiden als hoofdstad van de Franse Gemeenschap. In juli 1984 volgde Ducarme Roger Nols op als lid van het Europees Parlement, waardoor hij ontslag nam uit zijn Belgische parlementaire mandaten.
In oktober 1985 nam hij alweer ontslag uit zijn Europese mandaat, toen hij opnieuw tot Kamerlid werd verkozen en ook weer in de Waalse Gewestraad en de Franse Gemeenschapsraad belandde. Ducarme werd voor even secretaris van de Kamer, tot hij in december 1985 minister van Leefmilieu en Landbouw werd in de Waalse regering. Hij bleef minister tot in februari 1988, waarna de PRL in de oppositie belandde. Ducarme was vervolgens van 1988 tot 1990 fractievoorzitter voor de PRL in de Waalse Gewestraad en in januari 1990 werd hij samen met Antoine Duquesne verkozen tot co-voorzitters van de PRL. Het duo bleef aan tot in februari 1992, enkele maanden nadat de partij een verkiezingsnederlaag had geleden. Bij deze verkiezingen, die in november 1991 plaatsvonden, ruilde Ducarme het arrondissement Thuin in voor het arrondissement Charleroi. Van 1992 tot 1995 was hij ondervoorzitter van de Kamer en van 1993 tot 1999 was hij voorzitter van de PRL-afdeling van Henegouwen. 
Van 1995 tot 1999 zetelde hij voor het arrondissement Thuin in het Waals Parlement en in het Parlement van de Franse Gemeenschap. Hij was in deze laatste assemblee van 1995 tot 1999 voorzitter van de PRL-FDF-fractie en daarmee de officieuze oppositieleider tegen de PS-PSC-regering. In deze periode ging hij zich steeds meer richten op het verdedigen van de belangen van de Franstaligen in de Vlaamse Rand en het Brussels Hoofdstedelijk Gewest, waar hij zich in januari 2000 zou vestigen. Voordien woonde Ducarme in Thuin, waar hij in oktober 1982 verkozen was tot gemeenteraadslid en van januari 1989 tot januari 2000 de functie van burgemeester bekleedde. Van januari 2001 tot juni 2003 was Ducarme gemeenteraadslid van Schaarbeek.
Bij de verkiezingen van 1999 werd Daniel Ducarme opnieuw verkozen in het Europees Parlement, waar hij van 1999 tot 2003 de functie van quaestor bekleedde. Vanaf juli 1999 was hij eveneens partijvoorzitter van de PRL, in opvolging van Louis Michel. Onder zijn voorzitterschap fuseerde de PRL in 2002 met het FDF en de MCC tot de Mouvement Réformateur en als partijvoorzitter onderhandelde hij mee over het in 2001 afgesloten Lambermontakkoord. In 2002 werd hij benoemd tot minister van Staat.
In 2003 verliet Ducarme het Europees Parlement en werd hij opnieuw lid van de Kamer van volksvertegenwoordigers, voor de kieskring Brussel-Halle-Vilvoorde. In juni 2003 nam hij ontslag als partijvoorzitter om François-Xavier de Donnea op te volgen als minister-president van de Brusselse Hoofdstedelijke Regering. Omdat Ducarme eentalig was en geen Nederlands sprak, vonden Vlaamse partijen het ongeoorloofd dat hij de nieuwe minister-president werd. Hij beloofde echter Nederlands te leren. Ducarme combineerde deze functie met het ministerschap van Kunsten, Letteren en de Audiovisuele Media in de Franse Gemeenschapsregering. Op 12 februari 2004 moest hij opstappen als minister en minister-president omdat bleek dat hij al enkele jaren zijn belastingaangifte niet had ingevuld. Vervolgens keerde Ducarme terug naar de Kamer, waar hij tot in juni 2010 bleef zetelen. In oktober 2006 werd hij tevens verantwoordelijke van de internationale afdeling van de MR.
Bij de verkiezingen van 13 juni 2010 was Ducarme geen kandidaat meer voor de Kamer, omdat zijn gezondheidstoestand dat niet meer toeliet. Hij leed namelijk al enige tijd aan kanker. In augustus 2010 werd de ziekte hem fataal.
Tevens was hij van 1992 tot 2000 vicevoorzitter van de Intercommunale voor Elektriciteit van Henegouwen en van 2002 tot 2003 voorzitter van de Brusselse Intercommunale voor Sanering.
Zijn zoon Denis Ducarme werd fractievoorzitter van de MR in de Kamer en federaal minister.